# 教学聖旨
『教学聖旨』（きょうがくせいし、旧字体：敎學聖󠄁旨）は、1879年（明治12年）8月に明治天皇より参議伊藤博文・同寺島宗則（文部卿兼務）に出された教育方針。明治天皇による公教育方針に対する干与の初めである

## 内容
総論である「教学大旨」及び小学校教育に関する「小学条目二件」から構成されている。
学制以来の明治政府の教育政策が知識教育に偏っており、その弊害が見られることから、儒教を基本とする道徳教育を追加して知育と徳育のバランスをとること、効果的な徳育は幼少期に始めるべきこと、庶民教育は出身階層に合わせた実学を中心とすべきとする趣旨であった。
ところが、この文章の実際の執筆者が保守的な儒学者として知られていた侍補の元田永孚であることが分かると、伊藤は激怒した。かねてより日本の近代化そのものに否定的な考えを持っていることで知られた元田に警戒感を抱いていた伊藤は、ただちに「教育議」を井上毅に起草させ9月に天皇に提出し、元田の主張こそ現実離れの空論であるとして、元田は「教育議附録」を草し、両者は激しく論争した。まもなく伊藤は侍補の廃止を決断する一方、高まる自由民権運動に対抗するために道徳教育の強化には同意して政府の教育政策の継続が認められた。
だが、明治政府の立憲国家建設に真っ向から反対して天皇親政を唱える元田に対する明治天皇の信任は増すばかりであり、伊藤らは政府の方針と天皇の意向の乖離に苦慮することになる。一方、元田の理念はそのままの形では実現されなかったものの、その儒教的・絶対的な天皇中心主義は『教育勅語』という形で実現することになった。